# Zaranoff
Zaranoff är ett vodka-märke som säljs av ALDI i Tyskland, Belgien och Danmark och tillverkas av Rückforth GmbH i Rottenburg an der Laaber, Bayern, Tyskland. Flaskan var förr karakteristiskt konformad med en grön kork, och med texten "Zaranoff" skriven på etiketten, men designen ändrades 2007 till en hexagonisk pelarliknande form.[källa behövs] På den nya flaskan är även namnet "Zaranoff" instansat i flaskans fot. I Sverige är märket speciellt populärt inom illegal spritförsäljning till ungdomar, något som kan hänga ihop med dess låga inköpspris. Priset på en flaska Zaranoff i Tyskland är 4.99 Euro och vid illegal spritförsäljning till ungdomar i Sverige saluförs dessa oftast för cirka 150-200kr.